# Кучки (Пензенская область)
Кучки — село в Пензенском районе Пензенской области. Административный центр Кучкинского сельсовета.

## География
Находится в 50 км к юго-западу от Пензы. Село расположено вдоль берега реки Хопра. В 6 км к северу от села находится туристический комплекс «Истоки Хопра»., к западу — Попереченская степь.
В cеле имеются больница, школа, дом культуры, библиотека.

## История
Название Кучки происходит от находившегося по близости татарского городка Кучук-Пор. Село было основано в XVIII веке. Свое название получило в 1828 г. После реформы 1861 года Кучки сталo волостным центром Пензенского уезда.
В 1918 г. убийство в селе 5 продармейцев в ответ на жестокость с их стороны стало начальным моментом крупного крестьянского восстания, которое распространилось на несколько соседних уездов.
В 1930 г. в селе, после коллективизации, возник колхоз им. Молотова. С 1939 года переименован в колхоз им. Сталина. В 1943 г. был образован Кучкинский район с центром в с. Кучки. В 1946 году получил название колхоз «Победа».
С 1956 г. село Кучки относилось к Каменскому району. В 1957 году, после слияния совхозов вошел в состав, совхозa «Пролетарий». В 1965 году вошел в качестве отделения в состав совхоза «Ленинский». С 1981 года Кучкинский сельсовет был передан в Пензенский район.

## Население
| 1785  | 1864  | 1897  | 1926  | 1930  | 1939  |
| ----- | ----- | ----- | ----- | ----- | ----- |
| 1100  | ↗2466 | ↗3017 | ↗3764 | ↗3803 | ↘2207 |
| 1959  | 1970  | 1979  | 1989  | 1996  | 2002  |
| ↘1354 | ↘1130 | ↘931  | ↘763  | ↗764  | ↘692  |
| 2010  |       |       |       |       |       |
| ↘588  |       |       |       |       |       |

## Известные уроженцы, жители
- Сергей Николаевич Каурцев (1872—1928) — врач Земской Кучкинской больницы (1908—1928).
- Вячеслав Владимирович Гладков (род. 1969) — российский государственный и политический деятель. Губернатор Белгородской области.